# Таманский залив
Таманский залив — залив у восточного берега Керченского пролива Черного моря. Расположен между косой Чушка и Тузлинской косой. Открыт к западу, вдаётся в материк на 16 км. Ширина у входа 8 км. Глубина до 5 м.
Берег в основном низменный. В юго-западной части залива Тузлинская коса имеет протоку, прорытую рыбаками. Вблизи косы Чушка расположено много мелких островов, крупнейшие из которых остров Крупинина, Дзендзик и Лисий. В северной части находится залив Динской. Южное побережье залива занимает Таманский полуостров. На берегу залива находятся населённые пункты Тамань, Приморский, Сенной, Гаркуша.
С середины декабря по март замерзает. В заливе развито рыболовство.
Административно залив входит в Краснодарский край России.

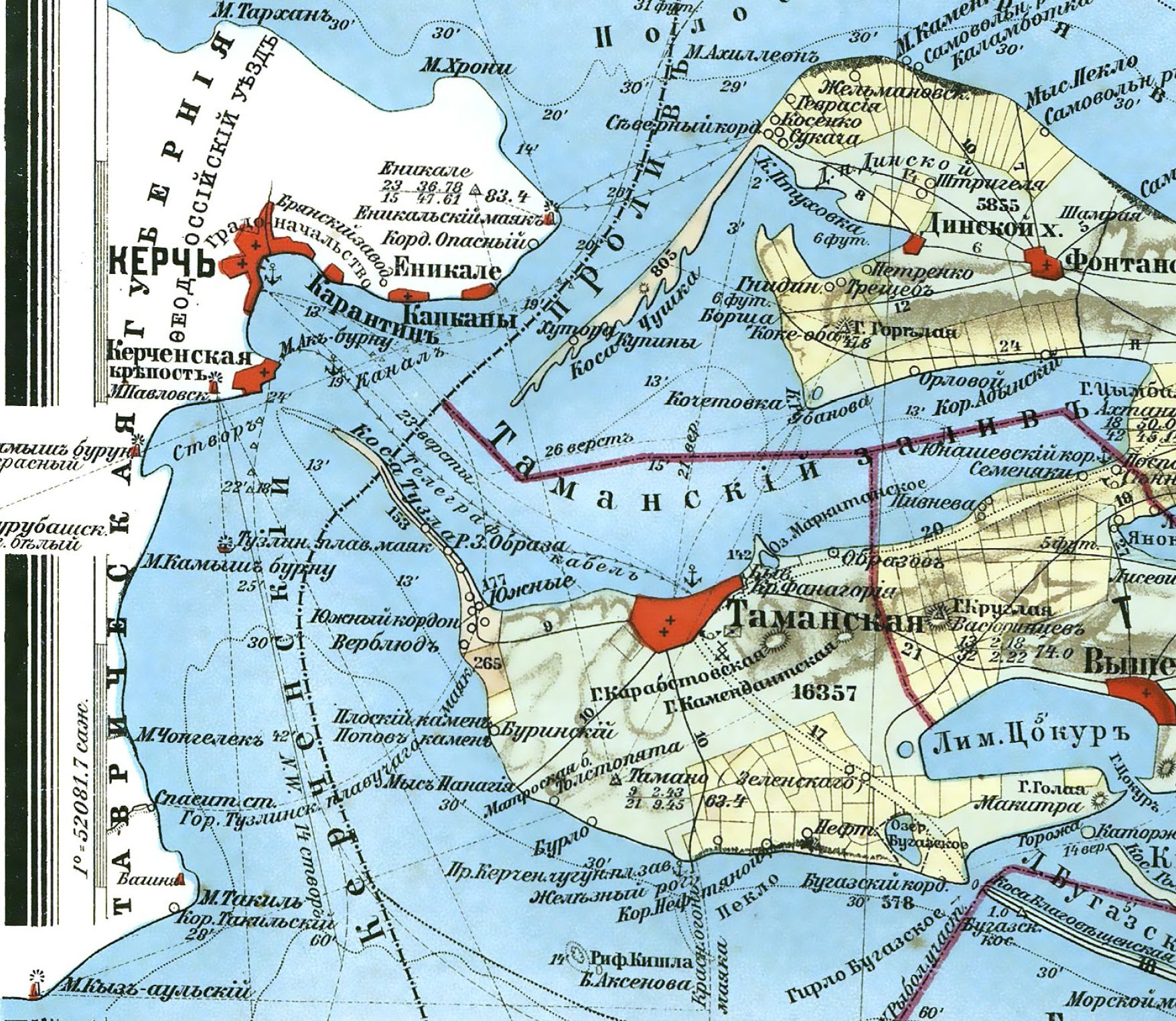
Таманский залив на карте 1902 года